# Виктория Нюланд
Вижте пояснителната страница за други личности с името Виктория.
Виктория Нюланд (на английски: Victoria Nuland) е американския политик, отговарящ в Държавния департамент за Евразия. Тя е понастоящем помощник държавен секретар на САЩ.

## Биография
Виктория Нюланд произхожда от еврейско семейство. Баща ѝ Шервин Нюланд е професор по медицина и биоетика в Йейлския университет. Тя завършва филология в Брауновския университет, като свободно владее руски, френски и китайски език. Омъжена е за Робърт Каган, също евреин, с когото имат две деца.
Робърт Каган е един от идеолозите на Проекта за новия американски век (PNAC), а баща му Доналд Каган е известен неоконсерватор и антиковед, експерт по Древна Гърция и автор на четиритомна история на Пелопонеската война.

## Кариера
От 1985 по 1986 г. е на служба в Гуанджоу, Китай.
От 1987 г. е в отдела на Държавния департамент за Източна Азия и Тихия океан.
От 1988 до 1990 г. от Улан Батор, Монголия, следи за развитието на отношенията със Съветския съюз.
В периода 1991–1993 г. работи в американското посолство в Москва и в частност отговаря за отношенията с Борис Елцин и членовете на руското правителство, назначавани от него.
В годините 1993–1996 г. е в екипа на заместник-министъра на външните работи Строуб Талбот - под председателството на сенатора Ричард Лугар. В екипа отговаря за Русия, съседните ѝ страни, както и за разширението на НАТО. В частност следи въпроса за ядреното разоръжаване на Украйна, Казахстан, Беларус, и за политическата обстановка в Босна и Република Косово. Активно поддържа вмешателството на САЩ във вътрешните работи на Хаити.
В годините 1997–1999 е заместник-директор по въпросите отнасящи се до държавите от бившия Съветски съюз, следейки най-вече Русия и бившите кавказки републики. Получава медал за работата си в Русия по време на бомбардировките на НАТО срещу Югославия.
През 1999–2000 г. работи в Съвета по международни отношения, занимавайки с влиянието на антиамериканизма върху отношенията на САЩ с другите велики сили.
В годините 2000–2003, като постоянен представител на САЩ при НАТО, се опитва да накара останалите държави от Алианса да приемат, че атентатите от 11 септември 2001 г. са акт на нападение, по смисъла на чл. 5 от съюзния договор - срещу една страна от пакта. Участва в създаването на Съвета Русия-НАТО, оказвайки поддръжка за настаняването на сили на НАТО в Афганистан.
От юли 2003 до май 2005 г. е в апарата на Вицепрезидента на САЩ, ставайки и първи заместник на съветника по националната сигурност Ричард Чейни, отговаряйки по въпросите за Ирак, Афганистан, Ливан и Близкия изток.
В годините 2005–2008 е постоянен представител на САЩ при НАТО.
От февруари 2010 г. е специален пратеник на САЩ по въпросите за конвенционалните въоръжения в Европа.
От лятото на 2011 г. е прессекретар на Държавния департамент, като от този пост до май 2013 г. участва в решаването на въпроса за въвеждането на санкции срещу Сирия през 2012 г.
В края на 2013 и началото на 2014 г. посещава Майдан Незалежности в Киев нееднократно.
На 7 февруари 2014 г. Нюланд се оказва в епицентъра на глобален скандал, след като неин частен дипломатически разговор с посланика на САЩ в Украйна Джефри Паят, е прихванат и пуснат в глобалната мрежа. Афектирана, Нюланд изпуска реплика по адрес на ЕС: „Майната му на Европейския съюз“ (на английски: Fuck the E.U.)
Известна е с фразата "Майната му на ЕС".